# Таміка узбережна
Та́міка узбережна (Cisticola haematocephalus) — вид горобцеподібних птахів родини тамікових (Cisticolidae). Мешкає в Східній Африці. Раніше вважався підвидом рудокрилої таміки.

## Поширення і екологія
Узбережні таміки поширені на східному узбережжі Сомалі, Кенії і Танзанії між 5° пн.ш і 10° пн.ш. Вони живуть в заплавних луках і на болотах.